# Mercredi, folle journée !
Pour plus de détails, voir Fiche technique et Distribution.
Mercredi, folle journée ! est un film français réalisé par Pascal Thomas, sorti au cinéma le 28 mars 2001.

## Synopsis
Le mercredi, les enfants n'ont pas école. Après avoir passé six mois sans voir sa fille, Martin doit la garder. Malgré ses efforts pour être un bon père, il multiplie les erreurs.

## Fiche technique
Source : IMDb, sauf mention contraire
- Réalisateur : Pascal Thomas
- Scénariste : Pascal Thomas, François Caviglioli et Nathalie Lafaurie
- Musique du film : Marine Rosier
- Photographie : Christophe Beaucarne
- Montage : Éliane Dorin, Catherine Dubeau, Lucile Sautarel, Clotilde Tellier
- Distribution des rôles : Philippe Guiheneuf, Laurent Soulet
- Décors : Marie-Antoinette Briand, Frédéric Duru, Denis Mercier, Olivier Robut
- Costumes : Catherine Bouchard, Maud Molyneux
- Société de production : Ah! Victoria! Films, Euripide Productions, TF1 Films Production
- Pays d'origine :  France
- Genre : comédie
- Durée : 127 minutes
- Date de sortie :	
  -  France : 28 mars 2001

## Distribution
- Vincent Lindon : Martin Socoa
- Christian Morin : Agenore Esposito
- Alessandra Martines : Francesca Socoa
- Catherine Frot : Sophie
- Victoria Lafaurie : Victoria, la fille de Martin et de Francesca
- Olivier Gourmet : Denis Pelloutier, le commissaire
- Anne Le Ny : Marie Pelloutier, la femme de Denis, enceinte
- Kelly Acoca : Mathilde
- Isabelle Carré : Antonella Lorca
- Clara Navarro : Marylin, la fille d'Antonella
- Isabelle Candelier : Vitalie Rambaud
- Armelle : Marie-Thérèse Rambaud, la sœur de Vitalie, cleptomane
- Maurice Risch : Grogneau, le grognon
- Loredana Lanciano : Madame Ingarra, la mère de Bruno
- Luis Rego : Mercier
- Ondine Dupont : Colette
- Albert Dray : Dédé, l'encaisseur des paris du turf
- Hervé Pierre : l'avocat de Socoa
- Clément Thomas : le commissaire adjoint
- Marie Helffer : Sarah
- Emma Picoron : Emma
- Maxime Desormières : Maxime
- Elodie Velho : Noémie
- Mathilde Hochet : France
- Armonie Sanders : Muriel
- Katia Tchenko : Huguette Lepange
- Roger Trapp : Grand-Pré
- Frédéric Duru : le brigadier (comme Duru)
- Reinhardt Wagner : le professeur exténué
- Pierre Banderet : le procureur Vivien
- André Thorent : le directeur de l'agence
- François Le Cars : Frank, le dealer
- Clev Spring : le policier
- Maud Molyneux

## Production

### Lieux de tournage
Le film a été tourné à Nantes. On y voit la place de la Petite-Hollande, le château des ducs de Bretagne, la place Mellinet, la place des Garennes, la place du Sanitat, l'ancienne carrière de Miséry, le musée Jules-Verne, le cours de la Sèvre nantaise. Le bateau historique Lechalas et la ligne 2 du tramway y apparaissent également présents[pas clair].

## Autour du film
Le titre du film est un clin d'œil à un évènement annuel nantais, La Folle Journée, festival de musique classique organisé chaque début d'année à Nantes.